# Línea 177 (Buenos Aires)
La línea 177 es una línea de colectivos del Área Metropolitana de Buenos Aires. Une el barrio porteño de Nueva Pompeya con la localidad de Burzaco, En el Partido de Almirante Brown en el sur del conurbano bonaerense.

## Historia Breve
En origen fue una línea provincial, la 341 que finalizaba en Valentín Alsina. Al extender su recorrido hasta Pompeya pasó a ser la línea 177, como se la conoce en la actualidad.

## Operador
La línea es operada por el Grupo DOTA a través de 'Empresa San Vicente S.A.T.'

## Recorrido

### Ramal 1 × Av. Lacaze
Ida: Romero - Traful - Av. Sáenz - Remedios de Escalada de San Martin - Juan Domingo Perón - Almte Daniel de Solier - Senador J. Pallares - Paso de Burgos - Remedios de Escalada de San Martin - Av. Hipólito Yrigoyen - 29 de Septiembre - Prebistero José Malabia - Aconcagua - Guardia Nacional - Gallo - Belisario Roldán - Bv. Armesti - Dr. Carlos Collivadino - Av. Eva Perón (Ex Av. Pasco) - De los Eucaliptus - Juan de Garay - Salta - Jorge - Catamarca - Av. San Martin - San Juan - Catamarca - Falucho - San Luis - Av. Billinghurst - Av. 17 de Octubre - Catedral - Remedios de Escalada de San Martin - Fray Mamerto Esquiú - Aristóbulo del Valle - Gral. Belgrano - Av. Lacaze - 2 de Abril - Lisandro de la Torre - Av. Monteverde - Av. Eva Perón - Río Bermejo - Manuel Araujo - Figueroa - Av. Monteverde - Lisandro de la Torre - 2 de Abril - Av. Espora - Cristóbal Colón - Carlos Pellegrini hasta Estación Burzaco.
Regreso: Desde Estación Burzaco por Ricardo Rojas - Av. Espora - Av. Monteverde - Figueroa - Manuel Araujo - Río Bermejo - Av. Eva Perón - Av. Monteverde - Av. Lacaze - Fray Mamerto Esquiú - Aristóbulo del Valle - Av. 17 de Octubre - Av. Billinghurst - San Luis - Falucho - Catamarca - San Juan - Av. San Martin - Chaco - Jorge - Salta - Av. Eva Perón  - Dr. Carlos Collivadino - Bv. Armesti - Belisario Roldán - Granaderos - Aconcagua - Presbiterio José Malabia - 29 de Septiembre - Av. Hipólito Yrigoyen - Remedios de Escalada de San Martin - Choele Choel - Juan Domingo Perón - Remedios de Escala de San Martin - Av. Sáenz - Traful.

## Galería

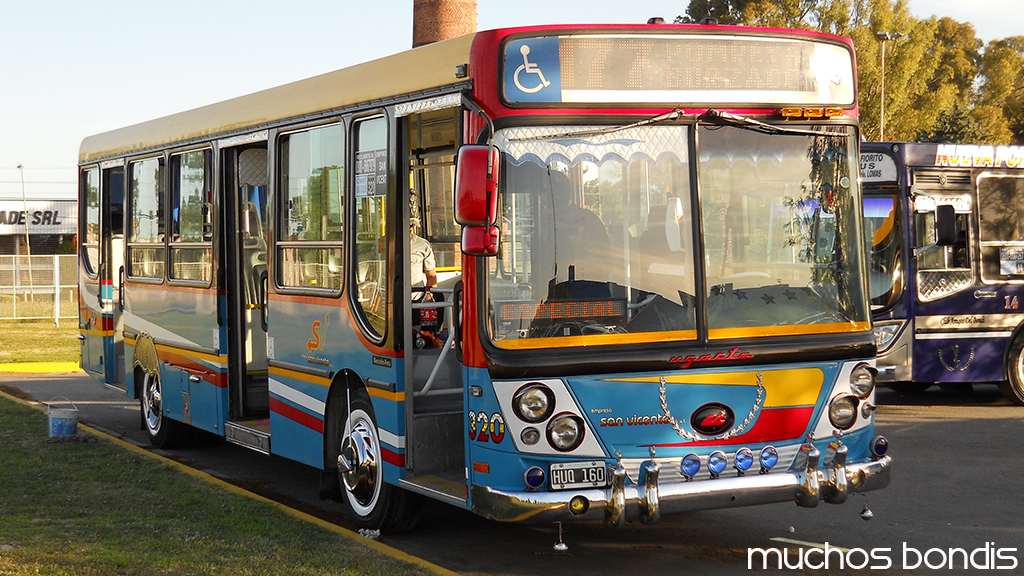
Un antiguo interno de la linea 177, en una exposición de colectivos en 2011.